# Wilfried von Rosenthal
Wilfried Ritter und Edler von Rosenthal (* 25. August 1908 in Münster; † 6. Juni 1975 in Freiburg im Breisgau) war ein deutscher Offizier, zuletzt Brigadegeneral der Bundeswehr.

## Leben
Rosenthal, Sohn eines Offiziers, trat im April 1926 in die Reichswehr ein. Am 1. Dezember 1929 zum Leutnant befördert, war er 1930 in der 16. Kompanie des 13. Infanterie-Regiments.
Am 1. Januar 1937 wurde er zum Hauptmann befördert und war 1939 zur Ausbildung an der Kriegsakademie in Berlin. Von September 1939 bis Mitte März 1940 war er Dritter Generalstabsoffizier (Ic) der 5. Infanterie-Division. Als Major i. G. war er von Anfang 1941 bis April 1942 Erster Generalstabsoffizier (Ia) beim IX. Armeekorps. Später im Jahr wurde er Ia der 225. Infanterie-Division, wo er das Deutsche Kreuz in Gold erhielt, und war anschließend ab August 1944 als Oberst i. G. letzter Chef des Generalstabs des X. Armeekorps. Im Mai 1945 geriet er in sowjetische Kriegsgefangenschaft und wurde wegen angeblicher Kriegsverbrechen zu 25 Jahren Zwangsarbeit verurteilt, die er im Donez-Gebiet ableistete. Im Dezember 1953 kam er frei.
Nachdem er am 1. Februar 1956 in die Bundeswehr übernommen worden war, war er von 1957 bis 1961 als Heeresattaché der Bundeswehr in Frankreich. Ab April 1961 war er, nun als Brigadegeneral, Leiter der Militärabteilung an der Ständige Vertretung der Bundesrepublik Deutschland bei der NATO in Paris. Im März 1964 folgte Gerd Schmückle in diese Position und Rosenthal war anschließend bis 16. April 1966 als Brigadegeneral Stellvertretender Chef des Stabes für Logistik der NATO-Armeegruppe Mitte (CENTAG-Hauptquartier). Anschließend ging er am 15. April 1966 in den Ruhestand.
Im Juli 1966 erhielt er das Große Bundesverdienstkreuz.